# Padan-aram
Padan-aram o Paddan Aram (en arameo: פדן ארם) fue un reino arameo temprano en Mesopotamia.

## En la Biblia hebrea
Paddan Aram designa el área de Harán en la Mesopotamia superior. "Padan-Aram" y "Haran" pueden ser variaciones dialécticas con respecto a la misma localidad, ya que paddanū y harranū son sinónimos de "camino" o "ruta de caravanas" en acadio. 
Padan-aram o Padan aparece en 11 versículos de la Biblia hebrea, todos en Génesis. Los partidarios de la hipótesis documental a menudo atribuyen la mayoría de estos versos a la fuente sacerdotal y el resto a un redactor posterior.
La ciudad de Harán, donde Abraham y su padre Taré se establecieron después de dejar Ur de los caldeos, mientras se dirigían a Canaán, según Génesis 11:31, estaba ubicada en Padán Aram, esa parte de Aram Naharaim que se encontraba a lo largo del Éufrates. Nacor, el hermano de Abraham, se instaló en la zona. Betuel, sobrino de Abraham, hijo de Nacor y Milca, y padre de Labán y Rebeca, vivía en Padan-aram. Abraham envió a su mayordomo allá para encontrar una esposa entre sus parientes para su hijo, Isaac. El mayordomo encontró a Rebeca.
Jacob, el hijo de Isaac y Rebeca, fue enviado allí para evitar la ira de su hermano Esaú. Allí Jacob trabajó para Labán, engendró once hijos y una hija, Dina (Génesis 35: 22-26 ; 46:15), y acumuló ganado y riquezas. (Gén. 31:18.) Desde allí, Jacob fue a Siquem y la Tierra de Israel, donde le nació su duodécimo hijo. (Génesis 33:18.)

## En interpretación rabínica
En el Midrash, el rabino Isaac enseñó que la gente de Padan-aram eran pícaros y que Rebeca era como un lirio entre las espinas. (Génesis Rabá 63: 4 ver también Levítico Rabá 23: 1 (engañadores); Cantar de los Cantares Rabá 2: 4 (engañadores); Zohar, Bereshit 1: 136b (malvado); Rashi hasta Génesis 25:20 (malvado).) Por tanto, el rabino Isaac consideró la estancia de Rebeca en Padan-aram como un símbolo de la de Israel entre las naciones. (Zohar, Bereshit 1: 137a.)